# Mraźnica (Borysław)
Mraźnica, dawn. Mrażnica (ukr. Мразниця, alt. Мражниця) – dawna wieś, obecnie część miasta Borysławia  na Ukrainie, w obwodzie lwowskim. Rozpościera się wzdłuż ulicy Bandery, w górskiej sekcji miasta na samym jego południu.

## Historia
Dawniej Mraźnica stanowiła odrębną wieś i gminę jednostkową. W II RP przynależała do woj. lwowskiego i powiatu drohobyckiego; w 1921 roku liczba mieszkańców wynosiła 203. 14 czerwca 1930 gminę Mraźnica zniesiono, włączając ją do Borysławia.